# Arcidiecéze Katánie
Arcidiecéze Katánie (latinsky Archidioecesis Catanensis) je římskokatolická metropolitní arcidiecéze na italské Sicílii, která tvoří součást Církevní oblasti Sicílie.  V jejím čele stojí arcibiskup Salvatore Gristina, jmenovaný papežem Janem Pavlem II. v roce 2002.

## Stručná historie
Podle legendární a nepodložené tradice byl prvním biskupem v Katánie sv. Birillus , jehož na Sicílii vyslal sv. Petr, když pobýval v Antiochii. V polovině 3. století byla umučena katanská křesťanka sv. Agáta, která je patronkou města i diecéze. První biskupové jsou v Katánii doloženi v 6. století. V 9. století se stala arcidiecézí, ale krátce nato byla Sicílie dobyta Araby a diecéze zanikla. Po dobytí Normany v roce 1071 byla obnovena, ale jako prostá diecéze, až roku 1859 se znovu stala metropolitní arcidiecézí. Zvláštností diecéze je, že byla tvořena jsdinou farností: jediným farářem v diecézi byl biskup, ostatní duchovní ve farní správě byli jeho vikáři.